# Maria Grazia Spina

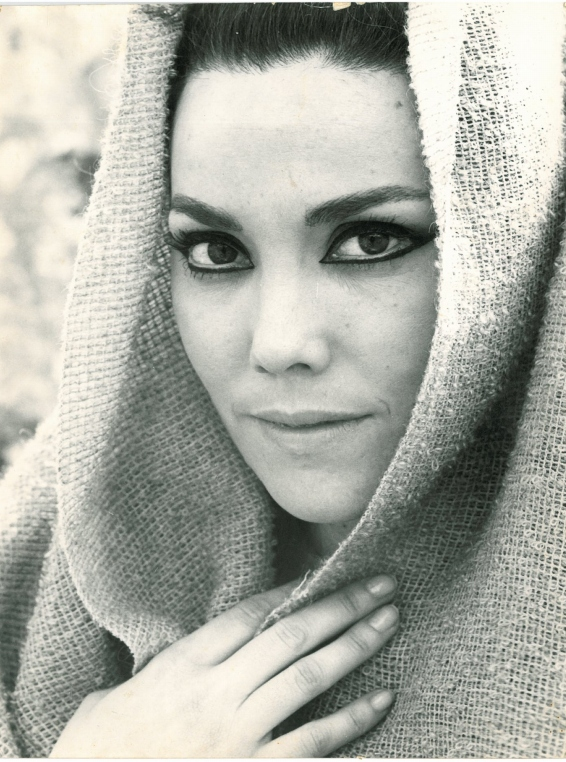
Maria Grazia Spina (1966)

Maria Grazia Spina (eigentlich Maria Grazia Spinazzi, * 3. Juni 1936 in Venedig; † 13. März 2025 in Padua) war eine italienische Schauspielerin.

## Leben
Spina gab 1956 ihr Bühnendebüt und war ab 1958 in Fernsehdramen zu sehen, worauf sie sich lange Zeit konzentrierte. An der Seite von Mike Bongiorno moderierte sie das Sanremo-Festival 1965. In Filmen kam sie selten über Nebenrollen in B-Filmen hinaus, meist Abenteuer- und Kostümfilme. Dabei werden ihr neben bemerkenswerter Schönheit ein leichter, aber intensiver Stil in elegant-kontrollierter Art bescheinigt. Ihr letzter Filmografie-Eintrag stammt aus dem Jahr 1983, ihr Schaffen umfasst mehr als 50 Produktionen.
Gelegentlich werden ihre beiden Vornamen in anderer Reihenfolge angegeben.

## Filmografie (Auswahl)
- 1957: La vita degli altri (Fernsehfilm)
- 1960: Aufstand der Tscherkessen (I cosacchi)
- 1960: Call-Girls (I piaceri del sabato notte)
- 1961: Drakut, der Rächer (Drakut il vendicatore)
- 1961: Die Horden des Khan (Ursus e la ragazza tartara)
- 1962: Der Sohn des Scheichs (Il figlio dello sceicco)
- 1962: Tiger der Meere (La tigre dei sette mari)
- 1962: Zorros Heimkehr und Rache (Zorro alla corte di Spagna)
- 1963: Cesare Borgia (Il duca nero)
- 1963: Die Höllenhunde des Dschingis Khan (Maciste contro i mongoli)
- 1963: Zorro gegen Maciste – Kampf der Unbesiegbaren (Zorro contro Maciste)
- 1963: Zorro und die drei Musketiere (Zorro e i tre moschettieri)
- 1964: Eddie – wenn das deine Mutti wüßte! (Laissez tirer les tireurs)
- 1966: Die Bibel (The Bible: In the Beginning…)
- 1966: David Copperfield (TV-Miniserie)
- 1970: Einer der letzten Karnevalsabende (Una delle ultime sere del carnevale) (Fernsehfilm)
- 1973: Hilfe, ich bin Spitz…e!  (Rugantino)
- 1976: Camorra – Ein Bulle räumt auf (Napoli violenta)
- 1981: Lapo erzählt… (Fernsehserie, 1 Folge)
- 1983: Il passo falso (Fernsehfilm)